# Ratpenat de ferradura pigmeu
El ratpenat de ferradura pigmeu (Rhinolophus pusillus) és una espècie de ratpenat que es troba a Indonèsia, Xina, Taiwan, l'Índia, Laos, Malàisia, Myanmar, el Nepal i Tailàndia. Sinònim d'aquesta espècie són el ratpenat de ferradura japonès (Rhinolophus cornutus), el ratpenat de ferradura de Taiwan (Rhinolophus monoceros) o també el ratpenat de ferradura d'Iriomota (Rhinolophus imaizumii).